# Autolimar
Autolimar je zanimanje u kojem osoba popravlja karoseriju automobila, montira i nadograđuje karoseriju na teretnom i osobnom vozilu.

## Opis
Za upis u srednju školu za program autolimara potrebno je imati osnovnu školu i liječničku svjedodžbu medicine rada. Obrazovanje traje tri godine. Po završetku polaže se stručni ispit i dobiva se kvalifikacija za rad. Poslovi autolimara bitno se razlikuju ovisno o radu u industriji ili servisu automobila. U proizvodnji automobila poslovi autolimara su: montaža dijelova karoserije, njihovo podešavanje na okvir karoserije, spajanje dijelova zakivanjem, točkastim varenjem, vijcima itd.
U servisima radi na održavanju karoserija vozila, izmjenama dijelova dotrajalih ili oštećenih u prometu. Pri izradi novih ili popravka starih dijelova karoserija i njezinih dijelova sami kroje limove, režu i ugrađuju, to jest vare na karoseriju. Također peglaju (oblikuju) iskrivljene dijelove na karoseriji s pomoću vatre. Autolimar vrši kompletne izmjene svih dijelova na automobilu i po izmjeni ih i zaštićuje. Autolimar u svojem opisu rada ima stol za razvlačenje karoserija s pomoću kojeg ga dovodi u tvorničke dimenzije hidrauličkim rastezanjem. Mora poznavati mjerne alate, tehnologiju i obradu metala te način popravka mehaničkih oštećenja na vozilima. Vozilo koje dođe na popravak mora dovesti u stanje tvorničkih dimenzija po tehničkim uputama priručnika za dotično vozilo. Uvjeti rada su u zatvorenim prostorijama i potrebno je upotrebljavati zaštitnu opremu za rad.
Zapošljavanje u privatnom sektoru moguće je ako položi majstorski ispit pred Hrvatskom obrtničkom komorom.

## Vanjske poveznice
- Brosura o skoli i zanimanja  Arhivirana inačica izvorne stranice od 1. svibnja 2022. (Wayback Machine)